# The Final Frontier
The Final Frontier је петнаести студијски албум енглеског хеви метал састава Ајрон мејден, издат 
13. августа 2010. у Немачкој, Аустрији и Финској, 17. августа у Северној Америци и 16. августа у остатак света. Са 76 минута и 35 секунде, овај студијски албум је бендов најдужи до сада и први од издавања A Matter of Life and Death из 2006. (највећи размак између између издавања два студијска албума) Мелвин Грант, дугорочни сарадник бенда, је насликао омот.
ЕМИ је издао албум у већем делу света, док су у Сједињеним државама и Канади издати од стране Јуниверсал Мјузик Ентерпрајза и Сони Мјузик Ентертејмента, компанија која је наследник Сенкчуери Рекордса/Колумбија Рекордса, коју је поседовао Ајрон Мејден.

## Списак песама
1. -{„Satellite 15. The Final Frontier“ (Смит, Харис)
2. „“ (Смит, Харис, Дикинсон)
3. „“ (Ст, Харис)
4. „“ (Смит, Харис, Дикинсон)
5. „“ (Герс, Харис, Дикинсон)
6. „“ (Смит, Харис)
7. „“ (Смит, Харис, Дикинсон)
8. „“ (Герс, Харис)
9. „“ (Мари, Харис)
10. „“ (Харис)}-